# Wojciech Budzyński (agronom)
Wojciech Budzyński (ur. 5 grudnia 1948 w Guźlinie, zm. 6 września 2018) – polski specjalista nauk rolniczych, agronom, prof. zw. dr hab.

## Życiorys
W 1971 ukończył studia rolnicze na Akademii Rolniczo-Technicznej im. Michała Oczapowskiego w Olsztynie. 15 września 1976 uzyskał doktorat dzięki pracy pt. Wpływ terminu siewu i technologii nawożenia azotem na plon, jego strukturę i wartość pastewną ziarna zbóż jarych, a 30 września 1986 habilitację na podstawie rozprawy zatytułowanej Studium nad wpływem niektórych czynników agrotechnicznych na zimowanie i plonowanie odmian podwójnie uszlachetnionego rzepaku ozimego. 26 maja 1995 uzyskał tytuł naukowy profesora nauk rolniczych.
Pełnił funkcję kierownika Katedry Produkcji Roślinnej na Wydziale Kształtowania Środowiska i Rolnictwa Uniwersytetu Warmińsko-Mazurskiego w Olsztynie. Był członkiem i sekretarzem Komitetu Uprawy Roślin V Wydziału Nauk Rolniczych Leśnych i Weterynaryjnych, a także rektorem Wyższej Szkole Informatyki i Ekonomii TWP w Olsztynie.